# Трителлурид диплутония
Трителлурид диплутония — бинарное неорганическое соединение
плутония и теллура
с формулой Pu2Te3,
чёрные кристаллы,
не растворяется в воде.

## Получение
- При нагревании в вакууме тригидрида плутония и теллура получают трителлурид плутония:

{\displaystyle {\mathsf {2PuH_{3}+6Te\ {\xrightarrow {350^{o}C}}\ 2PuTe_{3}+3H_{2}}}}
Трителлурид плутония разлагается при нагревании:
{\displaystyle {\mathsf {2PuTe_{3}\ {\xrightarrow {700^{o}C}}\ Pu_{2}Te_{3}+3Te}}}

## Физические свойства
Трителлурид диплутония образует чёрные кристаллы
ромбической сингонии,

параметры ячейки a = 1,194 нм, b = 1,210 нм, c = 0,4339 нм, Z = 4.
При температуре 900°С переходит в фазу
кубической сингонии,
пространственная группа I 43d,
параметры ячейки a = 0,6183 нм.
Не растворяется в воде.